# Vračev Gaj
Vračev Gaj (izvirno srbsko Врачев Гај) je naselje v Srbiji, ki upravno spada pod Občino Bela Crkva; slednja pa je del Južnobanatskega upravnega okraja.

## Demografija
V naselju živi 1274 polnoletnih prebivalcev, pri čemer je njihova povprečna starost 40,3 let (39,8 pri moških in 40,9 pri ženskah). Naselje ima 479 gospodinjstev, pri čemer je povprečno število članov na gospodinjstvo 3,27.
To naselje je, glede na rezultate popisa iz leta 2002, večinoma srbsko, a v času zadnjih treh popisov je opazno zmanjšanje števila prebivalcev.
|  |

| Demografija | Demografija     | Demografija     |
| Leto        | Št. prebivalcev | Št. prebivalcev |
| ----------- | --------------- | --------------- |
|             |                 |                 |
|             |                 |                 |
|             |                 |                 |
|             |                 |                 |
| 1948        | 2203            |                 |
| 1953        | 2200            |                 |
| 1961        | 2250            |                 |
| 1971        | 2145            |                 |
| 1981        | 2040            |                 |
| 1991        | 1870            | 1753            |
| 2002        | 1719            | 1568            |
|             |                 |                 |

| Etnična sestava po popisu iz leta 2002 | Etnična sestava po popisu iz leta 2002 | Etnična sestava po popisu iz leta 2002 | Etnična sestava po popisu iz leta 2002 | Etnična sestava po popisu iz leta 2002 |
| -------------------------------------- | -------------------------------------- | -------------------------------------- | -------------------------------------- | -------------------------------------- |
| Srbi                                   | Srbi                                   |                                        | 1.483                                  | 94,57%                                 |
| Makedonci                              | Makedonci                              |                                        | 12                                     | 0,76%                                  |
| Romuni                                 | Romuni                                 |                                        | 10                                     | 0,63%                                  |
| Romi                                   | Romi                                   |                                        | 10                                     | 0,63%                                  |
| Madžari                                | Madžari                                |                                        | 9                                      | 0,57%                                  |
| Hrvati                                 | Hrvati                                 |                                        | 7                                      | 0,44%                                  |
| Čehi                                   | Čehi                                   |                                        | 5                                      | 0,31%                                  |
| Črnogorci                              | Črnogorci                              |                                        | 3                                      | 0,19%                                  |
| Muslimani                              | Muslimani                              |                                        | 3                                      | 0,19%                                  |
| Slovaki                                | Slovaki                                |                                        | 2                                      | 0,12%                                  |
| Ukrajinci                              | Ukrajinci                              |                                        | 1                                      | 0,06%                                  |
| Slovenci                               | Slovenci                               |                                        | 1                                      | 0,06%                                  |
| Nemci                                  | Nemci                                  |                                        | 1                                      | 0,06%                                  |
| Bolgari                                | Bolgari                                |                                        | 1                                      | 0,06%                                  |
| Jugoslovani                            | Jugoslovani                            |                                        | 1                                      | 0,06%                                  |
| Neznano                                | Neznano                                |                                        | 13                                     | 0,82%                                  |